# Rögöl (Hjorteds socken, Småland, 638889-152916)
Rögöl är en sjö i Västerviks kommun i Småland och ingår i Botorpsströmmens huvudavrinningsområde.